# Ciutadella
Ciutadella (katalanska: 'citadell'), fullständighet namn Ciutadella de Menorca, är en kommun och ön Menorcas största stad, belägen på den sydvästra sidan av den baleariska ön. Den är något större än den administrativa huvudorten Maó. Kommunen Ciutadella hade 30 588 invånare i början av år 2020, en ökning från 29 315 invånare enligt folkräkningen 2011.

## Geografi och ekonomi
Ciutadella ligger på öns västkust, som en hamnstad med färjetrafik till både Mallorca och Barcelona. Förutom själva Ciutadella (där drygt 2/3 av kommunens befolkning bor) är Santandria och Tres Alqueries de enda orterna av någorlunda betydelse (cirka 3 000 invånare vardera).
Under 1900-talet har turismen blivit allt viktigare för Ciutadella. I själva staden finns ett knappt 15-tal namngivna stränder och badvikar och utanför tätorten ungefär hälften så många.

Ciutadella, den västligaste av öns kommuner.

Ciutadella har på senare år haft en positiv befolkningsutveckling. Därmed har man med smal marginal övertagit platsen som öns mest befolkningsrika kommun från huvudorten Maó i öster. Tidigare var dock Ciutadella öns centrum, kyrkligt är Ciutadella med sin katedral fortfarande centralorten.

## Historia
Ciutadella är en av Menorcas äldsta städer, med rester efter den tidiga talayotkulturen och en trolig fenicisk bosättning. Romarna grundade den nuvarande bosättningen under namnet Iamo, varefter vandalerna och Bysantinska riket (från år 534) tog området i besittning. 628 inleddes en orolig tid, med moriska räder och nominellt frankiskt beskydd, andalusier och normander.
Från år 903 islamiserades Menorca, sedan Cordobakalifatet erövrat ön permanent. Under denna tid, då staden bar namnet Madina Manurqa ('Menorca-staden'), etablerades det gatunät som i princip ännu gäller i de centrala delarna av Ciutadella.
1287 erövrades Menorca av kristna styrkor, tillhöriga Aragonska kronan, under den kristna återövringen av Iberiska halvön. Staden fick nu namnet Ciutadella ('liten stad', citadell') och återbefolkades av folkgrupper från norra Katalonien. I slutet av 1400-talet blev man del av det förenade Spanien.
30 juni 1558 föll Ciutadella offer för en stor osmansk piraträd. Landstigningsflottan räknade minst 12 000 man, med marginal större än den dåvarande befolkningen på hela Menorca. Dagen innan hade turkarna slagits tillbaka från Maó, men de 4 000 invånarna i Ciutadella kunde inte erbjuda lika starkt motstånd. Staden förstördes, och uppskattningsvis 5 000 personer miste livet eller togs som fångar. De överlevande stadsborna fördes till Konstantinopel, där de såldes som slavar; motsvarande behandling förärades de muslimska stadsborna efter 1287 kristna erövring.
Under 1700-talet var Menorca i perioder besatt av franska eller brittiska styrkor, och först efter Napoleontiden inlemmades ön och dess orter mer permanent i det spanska riket.
Den historiska stadskärnan var innesluten av en medeltida stadsmur ända fram till slutet av 1800-talet. På 2000-talet återstår av muren endast två bastioner – Sa Font och "Guvernörsbastionen" (belägen bakom kommunhuset)

## Styre och politik
Ciutadella är en av åtta kommuner på Menorca. Nedan listas borgmästarna sedan 1979, året för de första demokratiska kommunalvalen sedan Francos död.
| [ 12 ] |

| [ 12 ] |

| [ 12 ] |

| [ 12 ] |

| [ 12 ] |

## Galleri

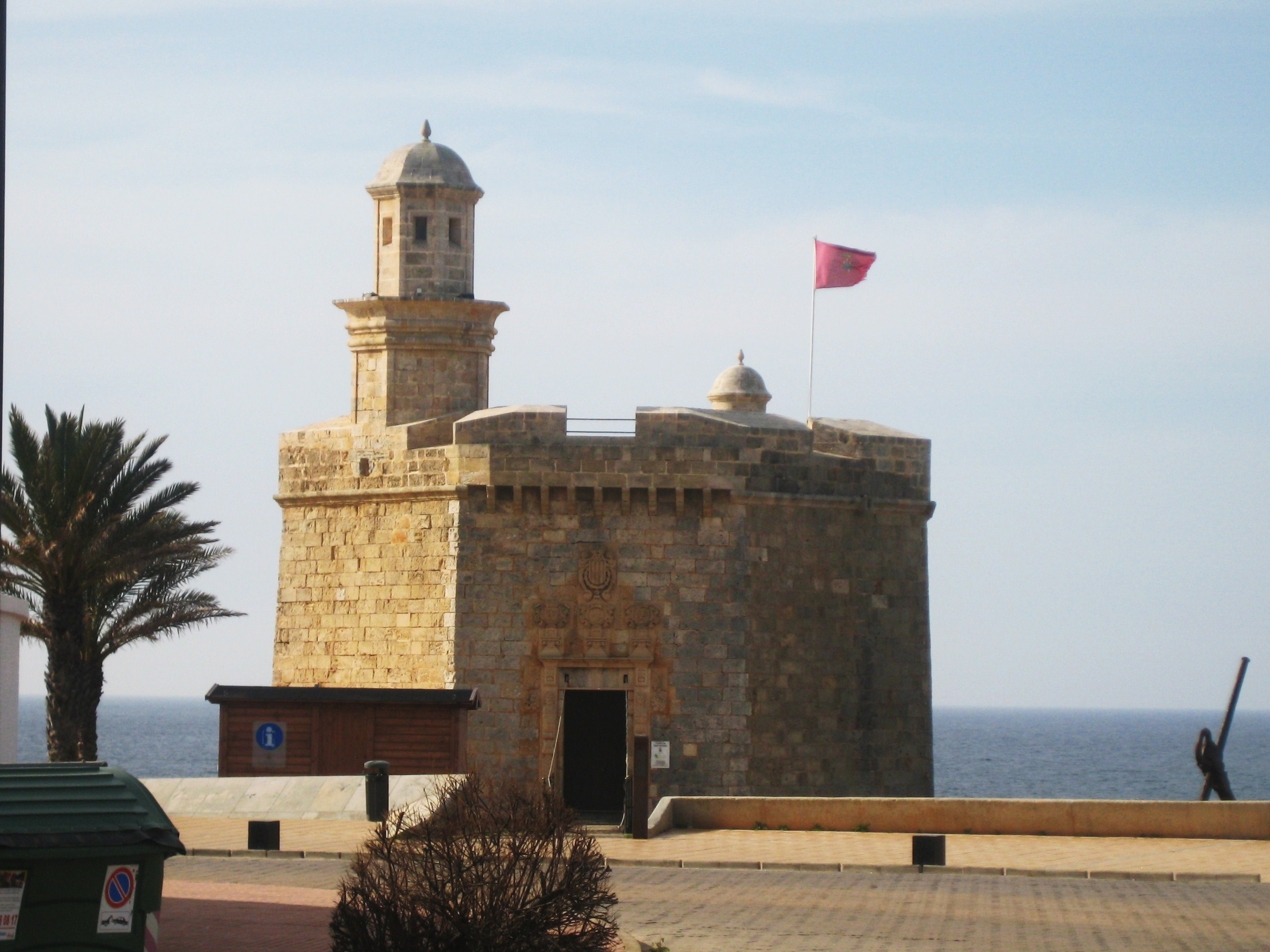
Fortet vid inseglingen till Ciutadella.
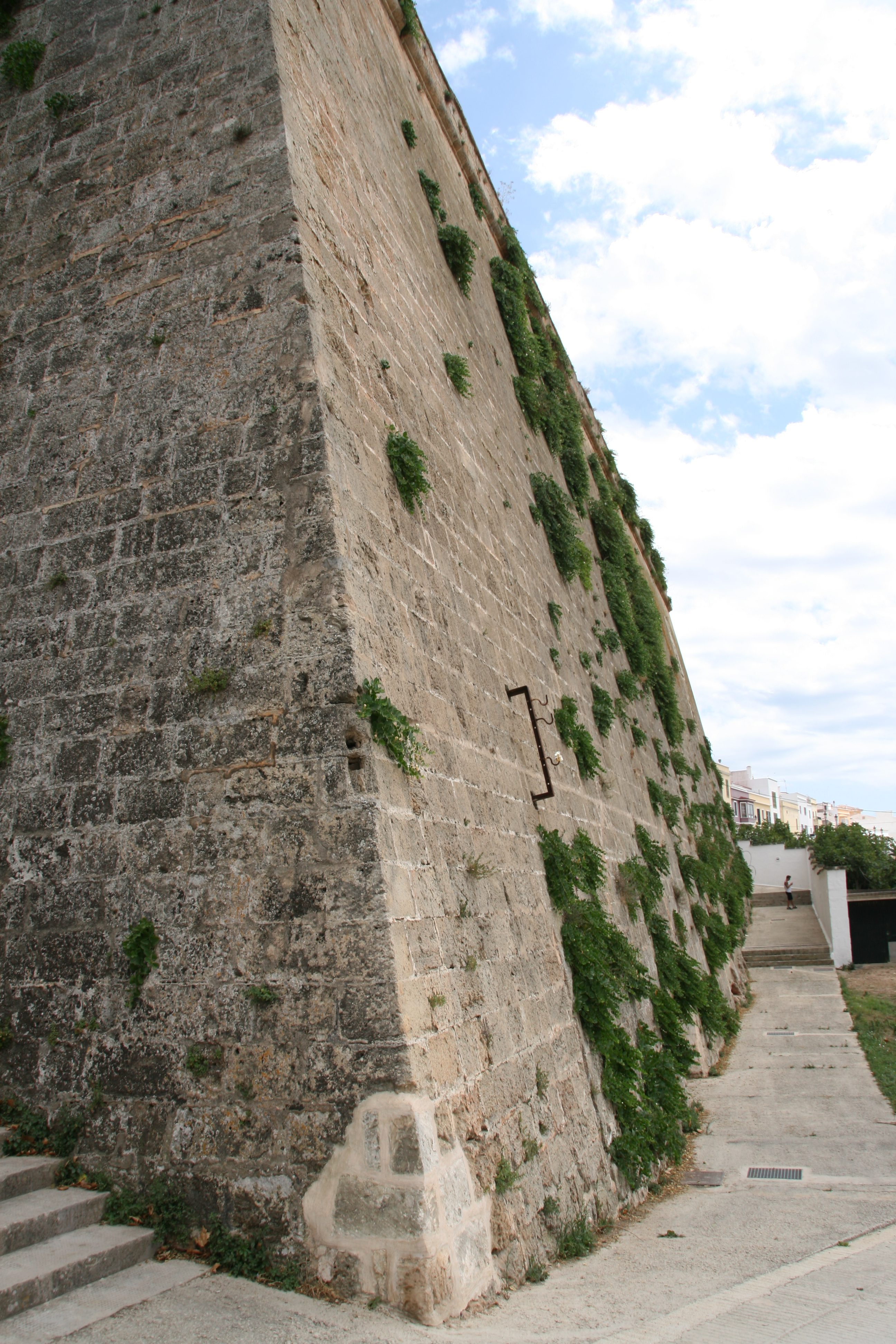
Sa Font-bastionen.
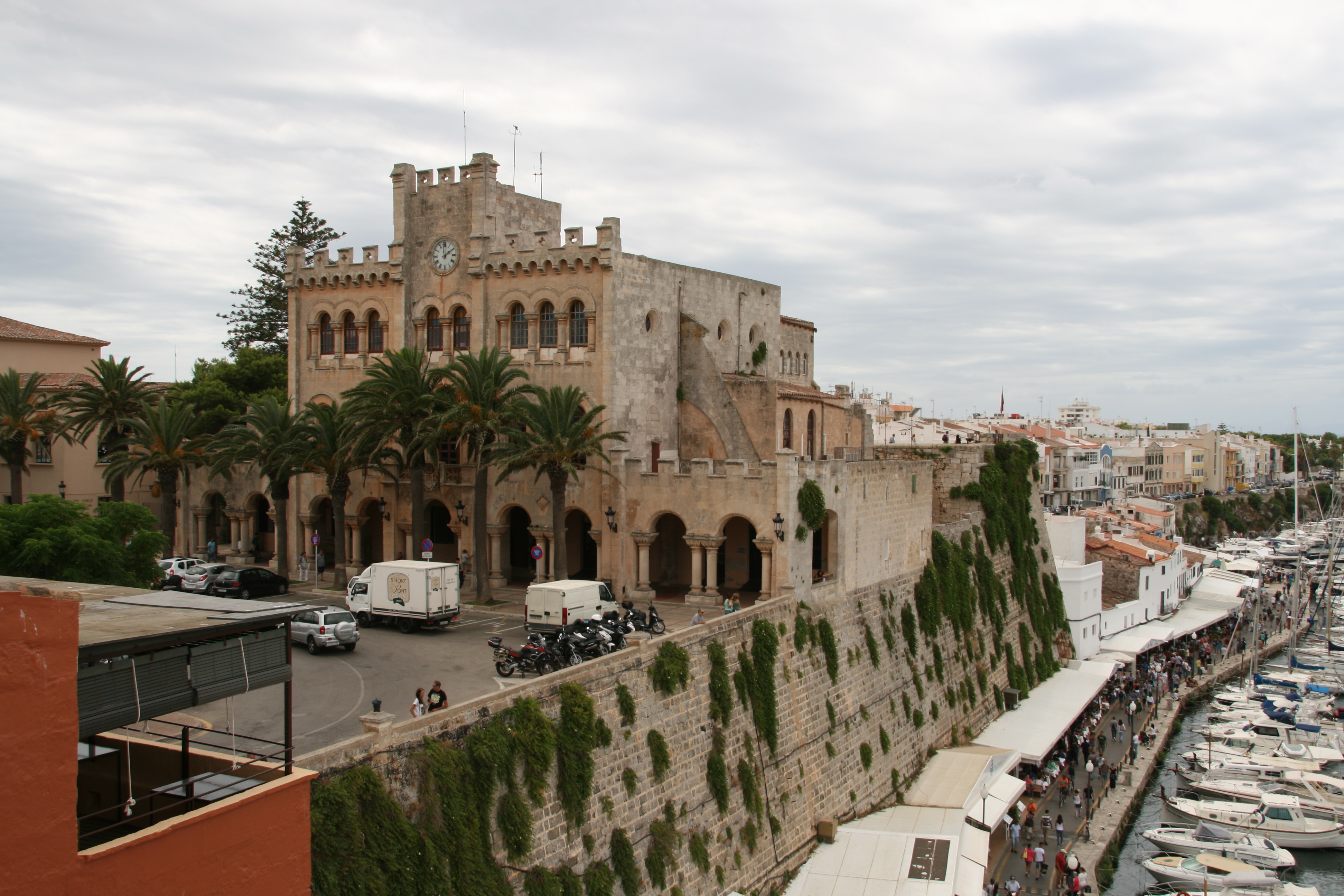
Kommunhuset i Ciutadella.
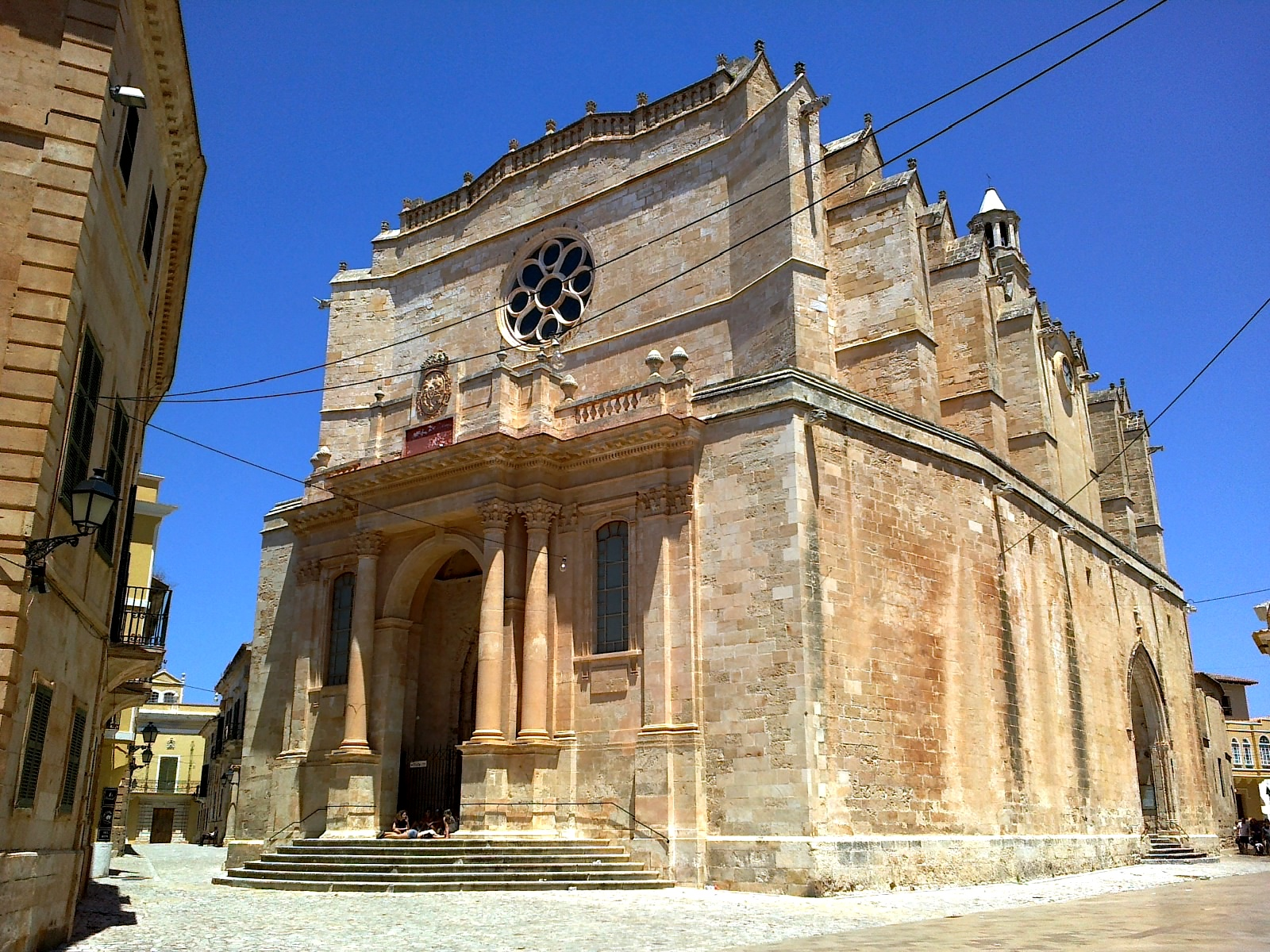
Menorcas katedral.
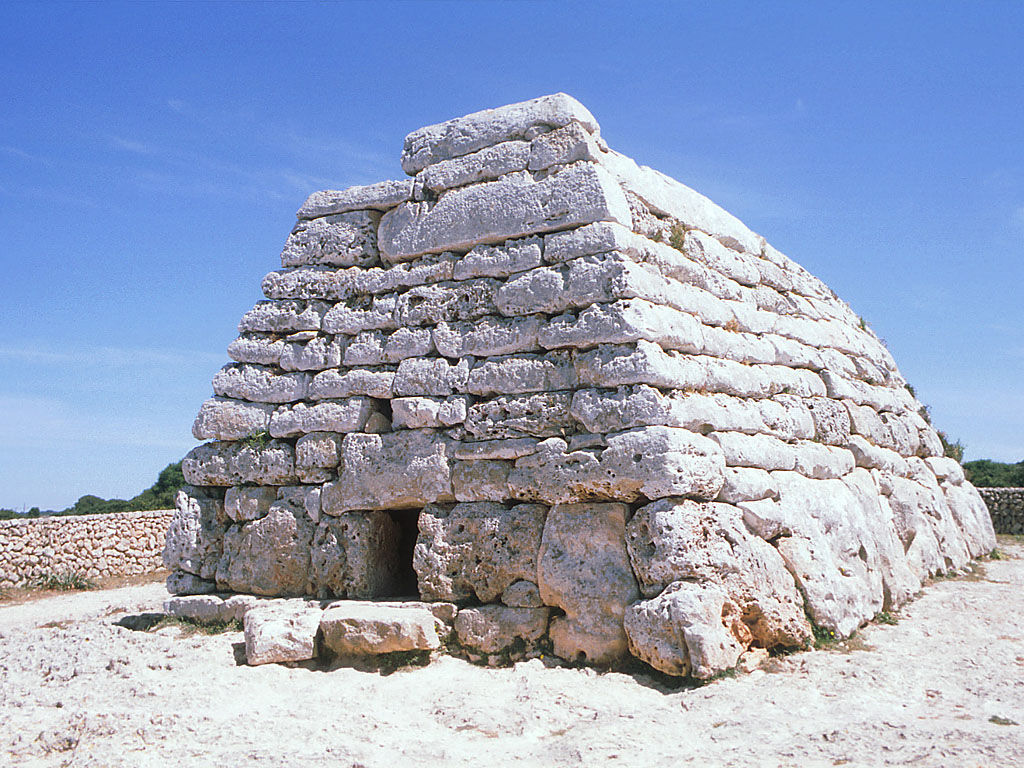
Naveta des Tudons, 3000-årig talaiotisk byggnad.